# Nicole Ameline
Pour les articles homonymes, voir Ameline.
Nicole Ameline, née le 4 juillet 1952 à Saint-Vaast-en-Auge (Calvados), est une femme politique française. Militante de la cause des femmes, elle est membre du parti Les Républicains.

## Biographie
Nicole Ameline nait à Saint-Vaast-en-Auge dans le Calvados, le 4 juillet 1952. Le manque de reconnaissance des exploitantes agricoles qu'étaient sa mère et sa grand-mère a très tôt sensibilisé Nicole Ameline à la cause des femmes.
Titulaire d'un doctorat en droit, spécialisée dans l'environnement, elle entre au cabinet du ministre de l'Environnement et du Cadre de vie, Michel d'Ornano. Homme puissant du Calvados, il la convainc de s'investir dans ce département dont elle est originaire. Après des postes administratifs à Honfleur puis au conseil général du Calvados, elle entre en politique en étant suppléante de Michel d'Ornano à l'Assemblée nationale en 1988, et devenant députée à la mort de celui-ci en 1991.
En 1993, avec Yves Boisseau pour suppléant, elle est largement élue au second tour sous l'étiquette UDF, face à un candidat du Front national, alors que ni la gauche ni Corinne Lepage ne se sont qualifiés pour le second tour.
En mai 1995 à la victoire de Jacques Chirac, elle laisse son mandat de députée pour entrer dans le premier gouvernement Juppé. La même année, elle mène la liste de la Majorité présidentielle à Honfleur pour les municipales mais est battue de 37 voix par son adversaire écologiste indépendant, Michel Lamarre. Elle quitte le gouvernement en novembre avec François Baroin et sept autres femmes nommées en mai 95, et se représente en décembre pour retrouver facilement son siège de députée.
Réélue après la dissolution de 1997, elle est la seule députée de droite du Calvados. L'année suivante, elle entre au Conseil régional de Basse-Normandie, en tant que vice-présidente, sur la liste de René Garrec, président de la région depuis 1986.
Réélue députée au premier tour en 2002 sous la bannière de l'Union pour la majorité présidentielle nouvellement créée qui donnera naissance à l'UMP, elle est ministre dans les gouvernements Raffarin, déléguée durant un mois de la Mer, puis de plein exercice à la Parité et l'égalité professionnelle jusqu'à la démission de Jean-Pierre Raffarin, le 31 mai 2005.
Aux régionales de 2004, la liste de René Garrec, sur laquelle elle figure en seconde position pour le Calvados, est battue. Pour la première fois de son histoire, la Basse-Normandie bascule à gauche, notamment à cause d'une triangulaire avec le Front national. À la suite de ce résultat, le président sortant décide de ne pas siéger dans l'opposition, laissant la fonction de chef de file du groupe Centre et droite républicaine à Nicole Ameline.
En août 2005, elle est nommée ambassadrice en mission, chargée des questions sociales et de la parité dans les relations internationales, puis conjointement, déléguée du Gouvernement français au conseil d'administration du Bureau international du travail, basé à Genève, en novembre de la même année.
Elle retrouve son siège de députée le 10 juin 2007, au premier tour des élections législatives dans la 4e circonscription du Calvados, avec 53,37 % des votes, et le maire de Trouville-sur-Mer, Christian Cardon, pour suppléant. Elle quitte alors son poste d'ambassadrice internationale. C'est elle qui a notamment défendu à l'Assemblée Nationale le budget de la Présidence française de l'Union européenne en 2008.
Militante contre les violences faites aux femmes, elle est élue le 30 juillet 2008 avec 138 voix sur 182, à la Convention sur l'élimination de toutes les formes de discrimination à l'égard des femmes (CEDAW) au siège de l'ONU à New York. Elle prend la présidence du CEDAW en février 2013, restant en poste jusque 2015.
Par ailleurs, depuis avril 2011, elle est membre d'honneur du think tank (groupe de réflexion ou laboratoire d'idées) « Des femmes au service de l'Homme », un Think Tank exclusivement féminin.
Candidate à l'investiture UMP pour la tête de liste dans le cadre des élections régionales de 2010 en Basse-Normandie, les militants lui préfèrent Alain Lambert. Malgré une avance confortable dans le Calvados (69,42 %), elle n'a pu faire face au vote favorable à Alain Lambert dans la Manche (58,97 %), et à un très large plébiscite des Ornais pour leur président (89,8 %). Finalement, elle obtient sur la totalité de la région 45,4 % soit 1 152 voix contre 54,6 % pour Alain Lambert soit 1 385 voix avec un taux de participation de 57 %.
Après le désistement d'Alain Lambert en septembre 2009, l'UMP lui privilégie Jean-François Le Grand, président du Conseil général de la Manche comme chef de file régional et Manchot et Philippe Augier (Nouveau Centre) pour le Calvados. Nicole Ameline annonce à la suite de cela qu'elle apporte un soutien de principe au tandem Le Grand-Augier mais qu'elle ne sera pas présente sur la liste, regrettant de ne pas avoir été investie alors qu'elle seule « réunissait toutes les conditions de la victoire pour la droite ».
Elle parraine Nathalie Kosciusko-Morizet pour la primaire présidentielle des Républicains de 2016.
Elle crée l'association Contemporaines qui, dans le Calvados, promeut et valorise le rôle et la place des femmes dans la société.
Elle se déclare célibataire.

## Synthèse des mandats

### Fonctions gouvernementales
Secrétaire d'État
- 18/05/1995-07/11/1995 : secrétaire d'État auprès du ministre de la réforme de l'État, de la décentralisation et de la citoyenneté, à la décentralisation
- 07/05/2002-16/06/2002 : secrétaire d'État auprès du ministre de l'équipement, des transports, du logement du tourisme et de la mer à la mer

Ministre
- 17/06/2002-30/03/2004 : ministre déléguée auprès du ministre des affaires sociales, du travail et de la solidarité à la parité et à l'égalité professionnelle
- 31/03/2004-31/05/2005 : ministre de la parité et de l'égalité professionnelle

### Mandats parlementaires
Député
- 09/03/1991-18/06/1995 : députée de la 4e circonscription du Calvados
- 17/12/1995-07/06/2002 : députée de la 4e circonscription du Calvados
- 25/06/2002-18/07/2002 : députée de la 4e circonscription du Calvados
- 20/06/2007-20/06/2017 : députée de la 4e circonscription du Calvados

### Mandats locaux
Conseil régional
- 20/03/1998 - 03/2010 : membre du conseil régional de Basse-Normandie
- 20/03/1998 - 02/04/2004 : vice-présidente
- 2004-2010 : chef de file du groupe d'opposition de la Majorité présidentielle « Centre et Droite républicaine »

### Mandats politiques
- 1997-2002 : présidente de la fédération Démocratie libérale du Calvados
- 2002-2005 : présidente de la fédération UMP du Calvados

### Fonctions internationales
- 2005-2007 : ambassadrice chargée des questions sociales et de la parité - Déléguée de la France auprès de l'Organisation Internationale du Travail
- 2008-2012 : experte au CEDAW - Organisation des Nations unies (Comité de lutte contre les discriminations faites aux femmes
- Depuis 2013 : vice - présidente du CEDAW

## Décorations
- Officière de la Légion d'honneur (2022)[9], (chevalière en 2006)
- Commandeure de l'ordre du Mérite maritime ex officio, en tant que secrétaire d'État chargée de la Mer[10] (2002)